# Urara meirochō
Urara meirochō (jap. うらら迷路帖; dosł. „Księga labiryntów urary”) – czteropanelowa manga autorstwa Harikamo, publikowana na łamach magazynu „Manga Time Kirara Miracle!” wydawnictwa Hōbunsha w latach od kwietnia 2014 do października 2017. Następnie seria została przeniesiona do „Manga Time Kirara”, gdzie ukazywała się od stycznia 2018 do czerwca 2019. Na jej podstawie J.C.Staff wyprodukowało serial anime, który emitowano od stycznia do marca 2017.

## Fabuła
Meirochō to miasto wróżbitek znanych jako urara, z których każda specjalizuje się w innych formach wróżenia. Chiya, dziewczyna, która została wychowana w lesie, przybywa do miasta w poszukiwaniu miejsca pobytu swojej matki. Wraz z trzema innymi praktykantkami, Koume, Kon i Nono, Chiya stara się zostać najwyżej sklasyfikowaną urarą, aby skorzystać z pomocy legendarnej wróżbitki i odnaleźć swoją matkę.

## Bohaterowie
- Chiya (jap. 千矢)

Seiyū: Sayaka Harada 
- Kon Tatsumi (jap. 巽 紺 Tatsumi Kon)

Seiyū: Kaede Hondo 
- Koume Yukimi (jap. 雪見 小梅 Yukimi Koume)

Seiyū: Yurika Kubo 
- Nono Natsume (jap. 棗 ノノ Natsume Nono)

Seiyū: Haruka Yoshimura 
- Nina Natsume (jap. 棗 ニナ Natsume Nina)

Seiyū: Ai Kayano 
- Saku Iroi (jap. 色井 佐久 Iroi Saku)

Seiyū: Ayaka Suwa 
- Ōshima (jap. 大島)

Seiyū: Yuka Takakura 
- Shiozawa (jap. 塩沢)

Seiyū: Hitomi Sasaki 
- Setsu (jap. セツ)

Seiyū: Yūko Kaida 

## Manga
Manga ukazywała się w magazynie „Manga Time Kirara Miracle!” wydawnictwa Hōbunsha od 16 kwietnia 2014 do 16 października 2017, kiedy to zaprzestano publikacji magazynu. Następnie seria została przeniesiona do „Manga Time Kirara”, gdzie ukazywała się od 9 stycznia 2018 do 8 czerwca 2019. Manga została również opublikowana w 7 tankōbonach, wydanych między 27 stycznia 2015 a 25 lipca 2019.
| Nr | Data wydania (język japoński) | ISBN (język japoński)  |
| -- | ----------------------------- | ---------------------- |
| 1  | 27 stycznia 2015              | ISBN 978-4-8322-4517-4 |
| 2  | 27 listopada 2015             | ISBN 978-4-8322-4636-2 |
| 3  | 27 maja 2016                  | ISBN 978-4-8322-4696-6 |
| 4  | 27 stycznia 2017              | ISBN 978-4-8322-4796-3 |
| 5  | 27 grudnia 2017               | ISBN 978-4-8322-4904-2 |
| 6  | 25 października 2018          | ISBN 978-4-8322-4987-5 |
| 7  | 25 lipca 2019                 | ISBN 978-4-8322-7109-8 |

## Anime
Adaptacja w formie telewizyjnego serialu anime została zapowiedziana 16 marca 2016. Seria została wyprodukowana przez studio J.C.Staff i wyreżyserowana przez Yōheia Suzukiego. Scenariusz napisał Deko Akao, a postacie zaprojektowała Mai Otsuka. Anime było emitowane w Japonii między 5 stycznia a 23 marca 2017. Motywem otwierającym jest „Yumeji Labyrinth” (jap. 夢路らびりんす) autorstwa Labyrinth (Sayaka Harada, Yurika Kubo, Haruka Yoshimura i Kaede Hondo), natomiast końcowym „go to Romance>>>>>” w wykonaniu Luce Twinkle Wink☆.